# Eiweiler (Nohfelden)
Eiweiler ist ein Ortsteil von Nohfelden im Saarland mit 595 Einwohnern (Stand: 2024).

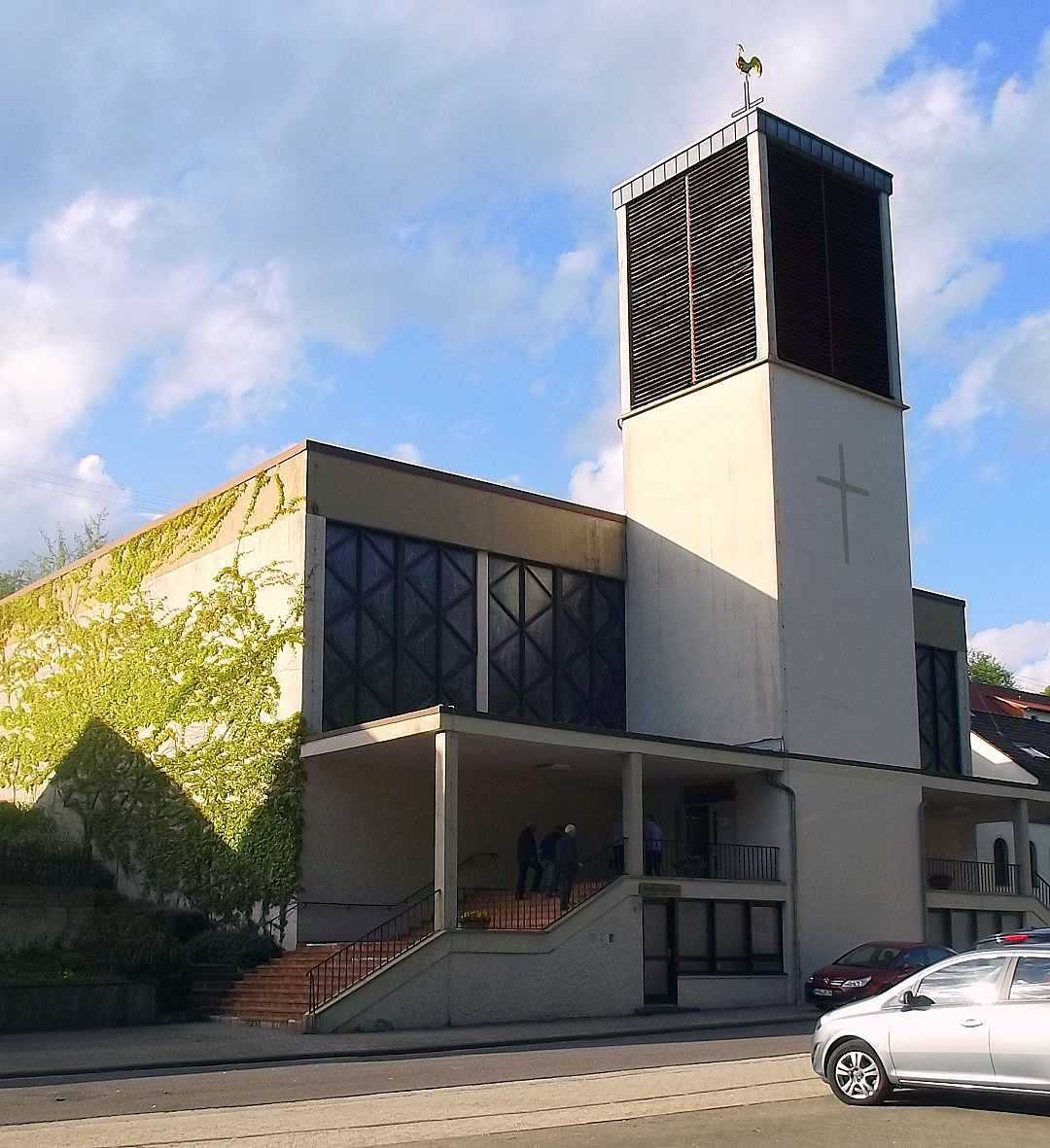
Kirche St. Barbara

## Geographie
Eiweiler, dessen Name wahrscheinlich auf das Wort Eiche zurückgeht, liegt auf einer Höhe von 390 über NN am südlichen Rand des Peterbergs. Südwestwärts durch den Ort zieht der Eiweilerbach, der mit dem von links kommenden Borsbach zum Imsbach zusammenfließt bzw. nach anderer Auffassung in den Borsbach mündet; der Vorfluter mündet in die Prims. Alle anderen Ortsteile Nohfeldens gehören zum Flussgebiet der Nahe.

## Geschichte
Nördlich von Eiweiler verläuft eine Römerstraße, die auf eine frühe Besiedlung des Gebietes hinweist. Die erste urkundliche Erwähnung stammt aus dem Jahr 1218 als „Iwilre“ und wird als Eigentum des Simon von Montclair aufgeführt. Ein schriftliches Zeugnis von 1308 weist die Namensform „Eywilre“ auf. Kirche und Pfarrei wurden 1330 im Landkapitel von Merzig, das zum Erzbistum Trier gehörte, erwähnt. Ab 1375 gehörte Eiweiler zur Herrschaft Schwarzenberg und später zu Dagstuhl. 1817 wurde es dem Fürstentum Birkenfeld zugeschlagen, um die gewünschte Zahl von 20.000 Einwohnern zu erreichen.
Am 1. Januar 1974 wurde Eiweiler in die Gemeinde Nohfelden eingegliedert.

## Verkehr
Lange war der Ort sehr abgeschieden; erst 1886 wurde ein Weg, der über die Wasserscheide zwischen Nahe und Prims führte, angelegt, und fast weitere hundert Jahre später erst wurde dieser Weg in eine Fahrstraße umgewandelt. Vor dieser Änderung war Eiweiler nur von Primstal her erreichbar.